# 21e Screen Actors Guild Awards
De 21e Screen Actors Guild Awards, waarbij prijzen werden uitgereikt voor uitstekende acteerprestaties in film en televisie voor het jaar 2014, gekozen door de leden van SAG-AFTRA, vonden plaats op 25 januari 2015 in het Shrine Auditorium in Los Angeles. De prijs voor de volledige carrière werd uitgereikt aan Debbie Reynolds.

## Film

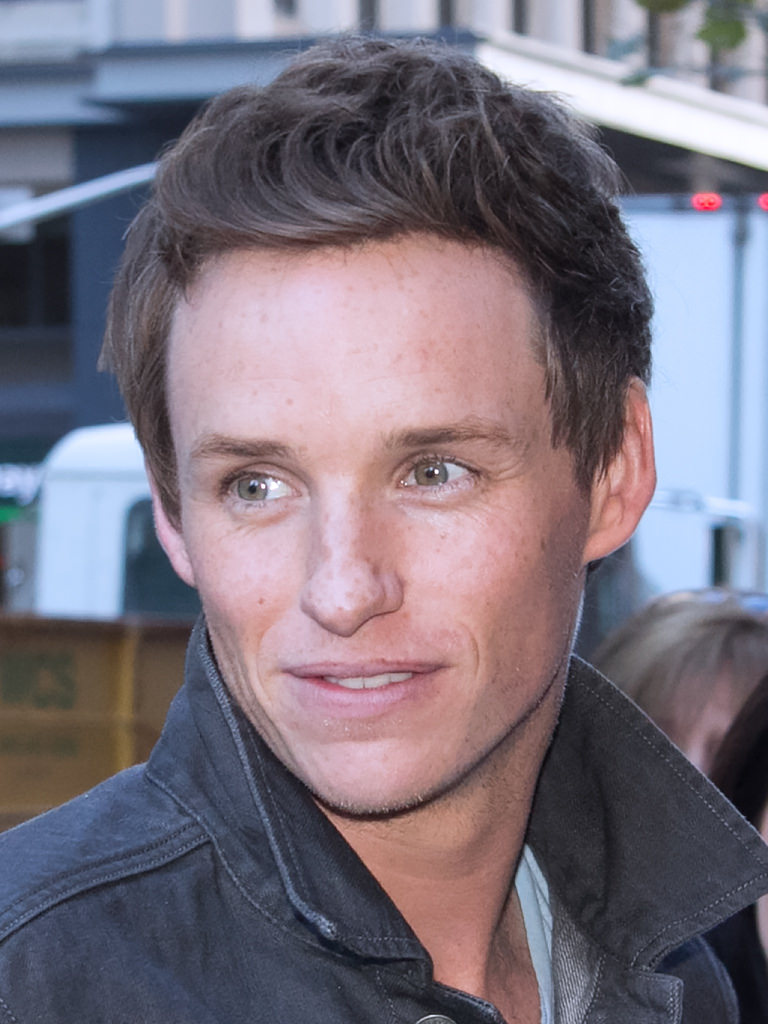
Eddie Redmayne (The Theory of Everything), winnaar mannelijke acteur in een hoofdrol

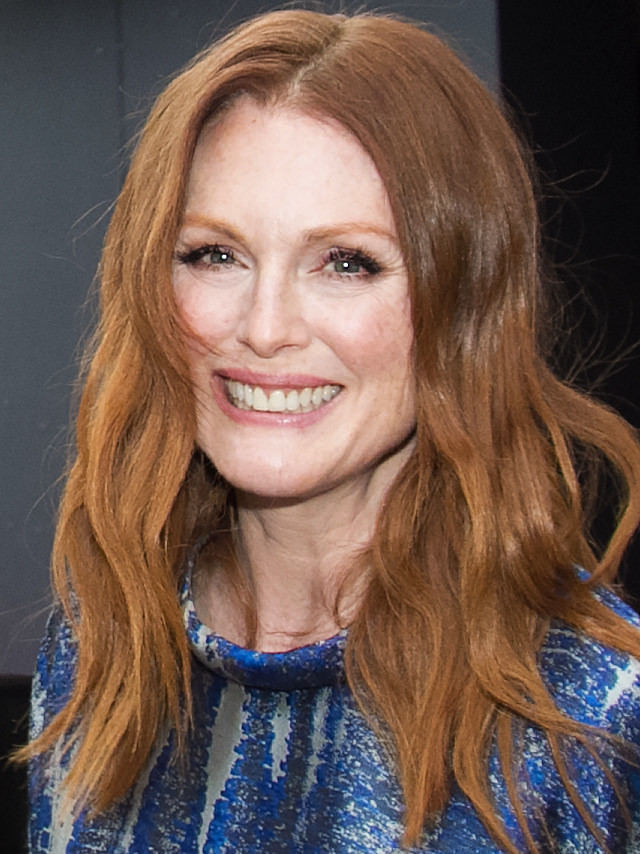
Julianne Moore (Still Alice), winnaar vrouwelijke acteur in een hoofdrol

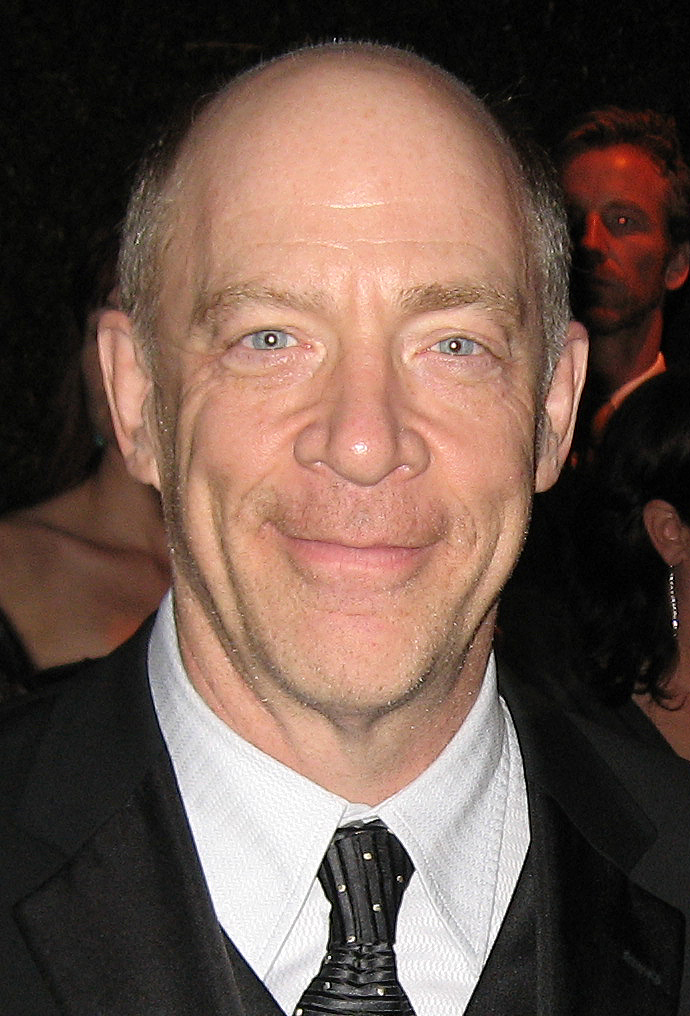
J.K. Simmons (Whiplash), winnaar mannelijke acteur in een bijrol

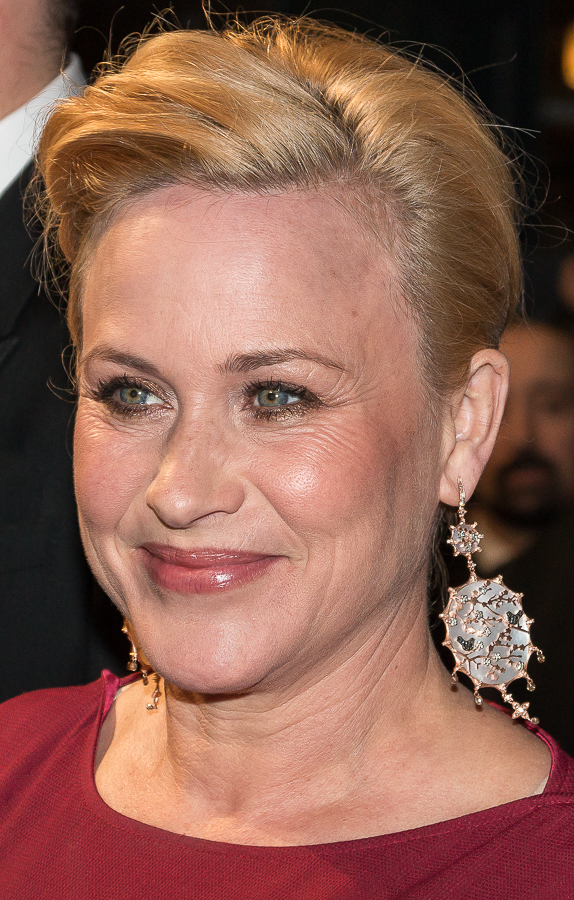
Patricia Arquette (Boyhood), winnaar vrouwelijke acteur in een bijrol

De winnaars staan bovenaan in vet lettertype.

#### Cast in een film
Outstanding Performance by a Cast in a Motion Picture
- Birdman
  - Boyhood
  - The Grand Budapest Hotel
  - The Imitation Game
  - The Theory of Everything

#### Mannelijke acteur in een hoofdrol
Outstanding Performance by a Male Actor in a Leading Role
- Eddie Redmayne - The Theory of Everything
  - Steve Carell - Foxcatcher
  - Benedict Cumberbatch - The Imitation Game
  - Jake Gyllenhaal - Nightcrawler
  - Michael Keaton - Birdman

#### Vrouwelijke acteur in een hoofdrol
Outstanding Performance by a Female Actor in a Leading Role
- Julianne Moore - Still Alice
  - Jennifer Aniston - Cake
  - Felicity Jones - The Theory of Everything
  - Rosamund Pike - Gone Girl
  - Reese Witherspoon - Wild

#### Mannelijke acteur in een bijrol
Outstanding Performance by a Male Actor in a Supporting Role
- J.K. Simmons - Whiplash
  - Robert Duvall - The Judge
  - Ethan Hawke - Boyhood
  - Edward Norton - Birdman
  - Mark Ruffalo - Foxcatcher

#### Vrouwelijke acteur in een bijrol
Outstanding Performance by a Female Actor in a Supporting Role
- Patricia Arquette - Boyhood
  - Keira Knightley - The Imitation Game
  - Emma Stone - Birdman
  - Meryl Streep - Into the Woods
  - Naomi Watts - St. Vincent

#### Stuntteam in een film
Outstanding Action Performance by a Stunt Ensemble in a Motion Picture
- Unbroken
  - Fury
  - Get on Up
  - The Hobbit: The Battle of the Five Armies
  - X-Men: Days of Future Past

## Televisie

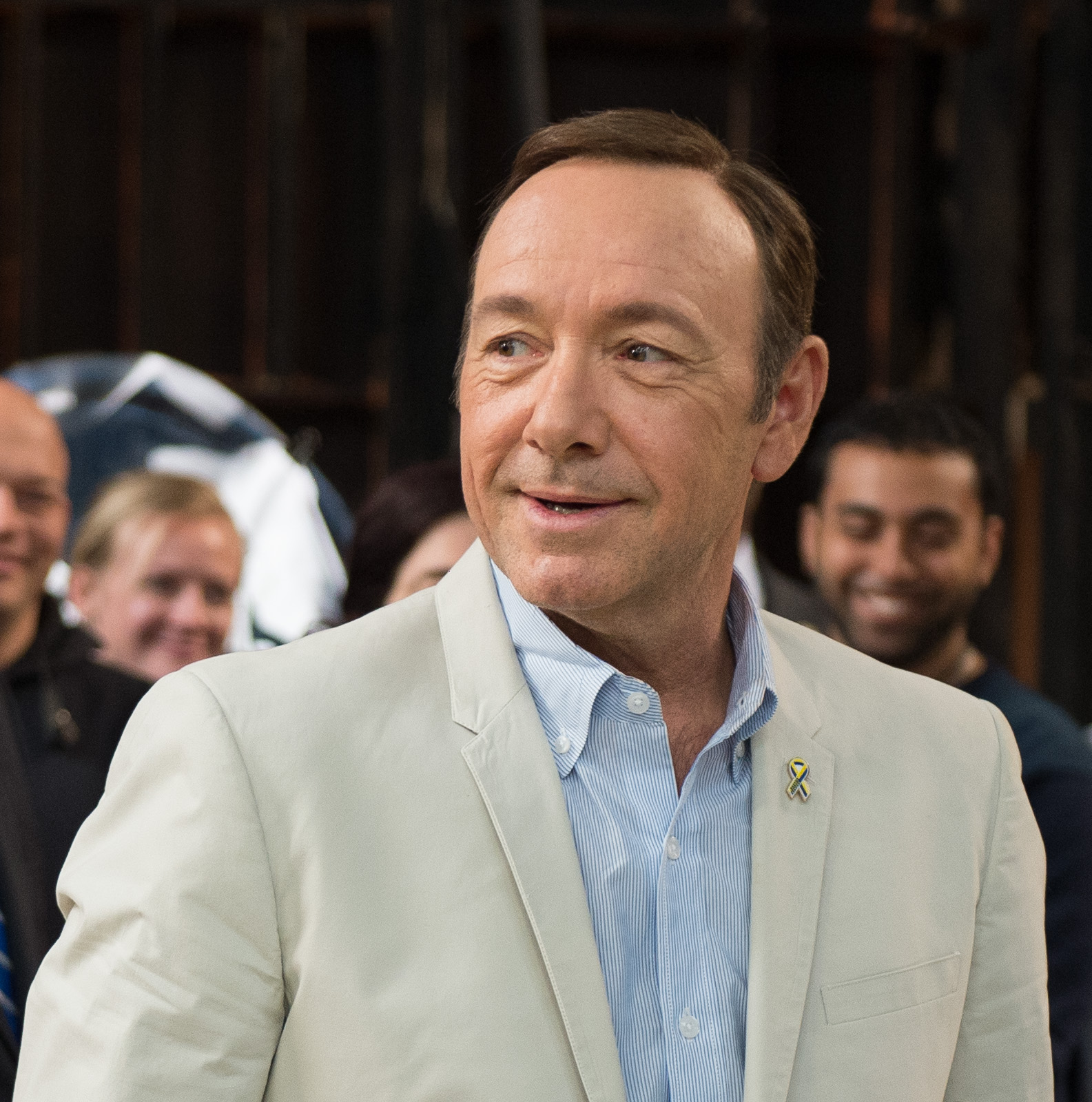
Kevin Spacey House of Cards), winnaar mannelijke acteur in een dramaserie

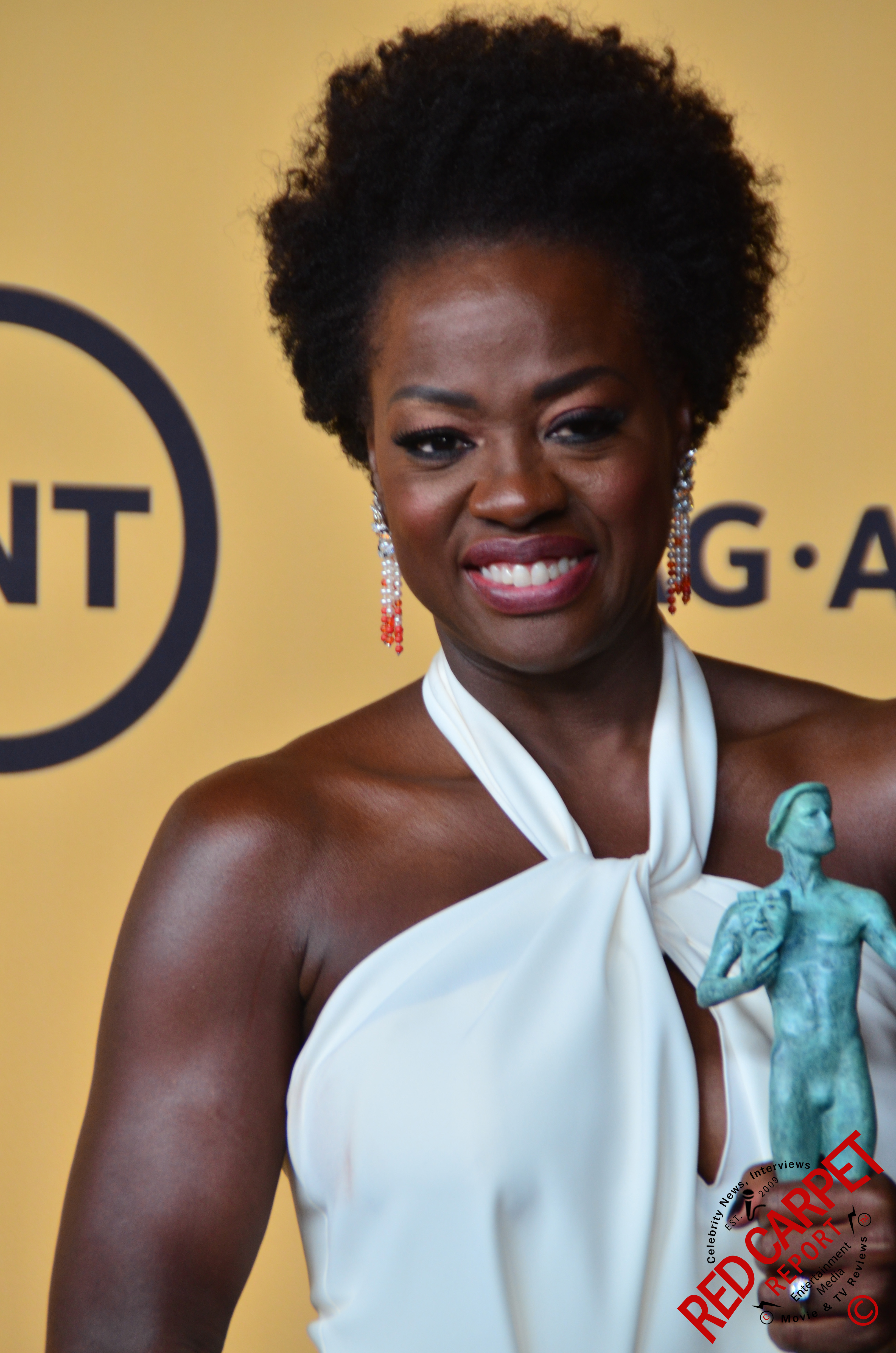
Viola Davis (How to Get Away with Murder), winnaar vrouwelijke acteur in een dramaserie

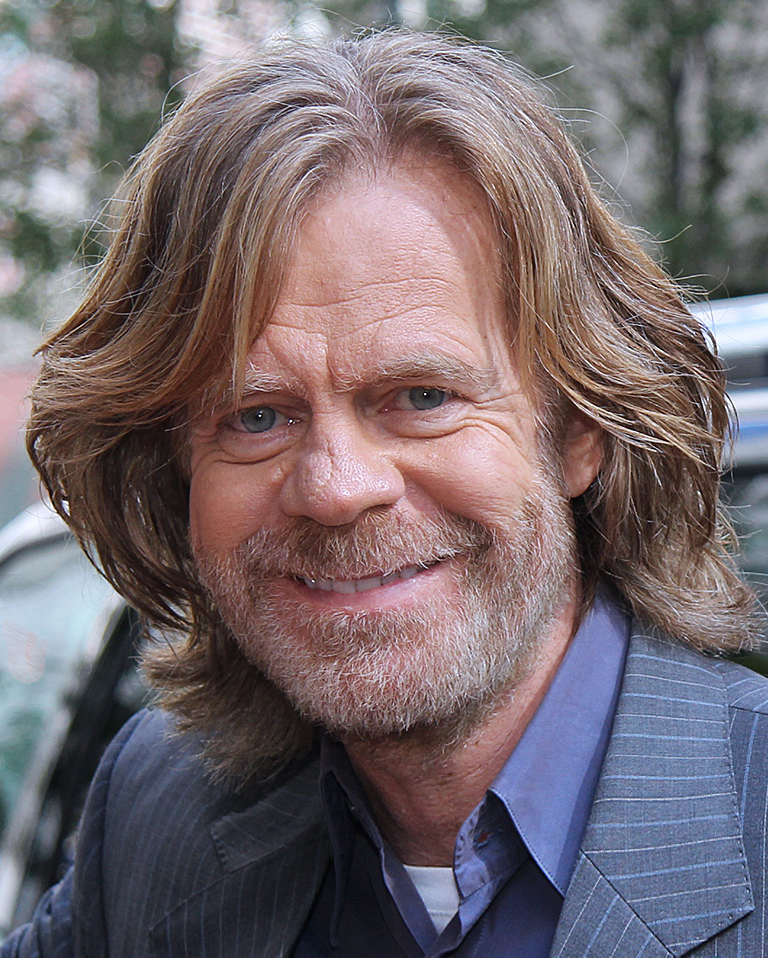
William H. Macy (Shameless), winnaar mannelijke acteur in een komedieserie

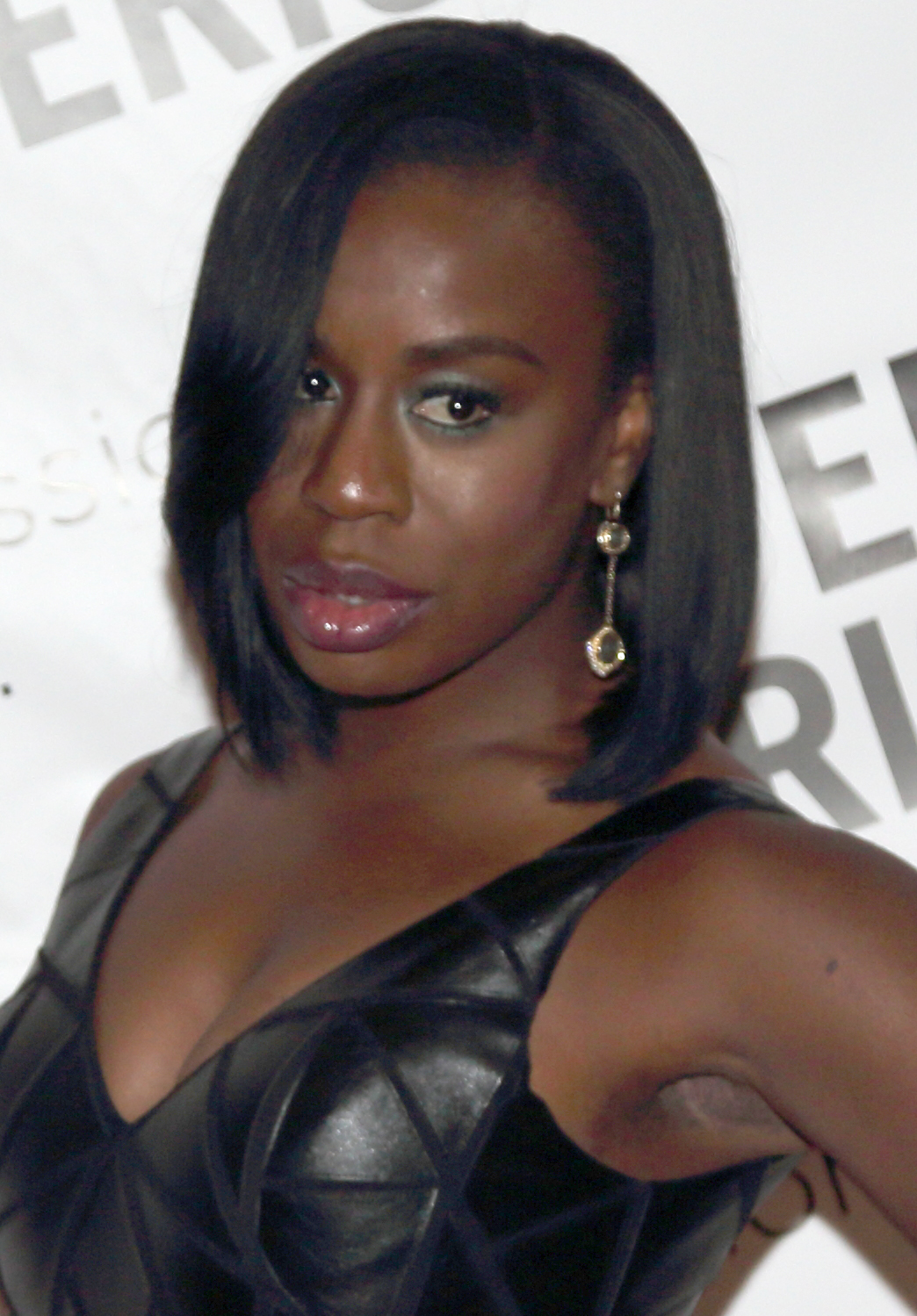
Uzo Aduba (Orange Is the New Black), winnaar vrouwelijke acteur in een komedieserie

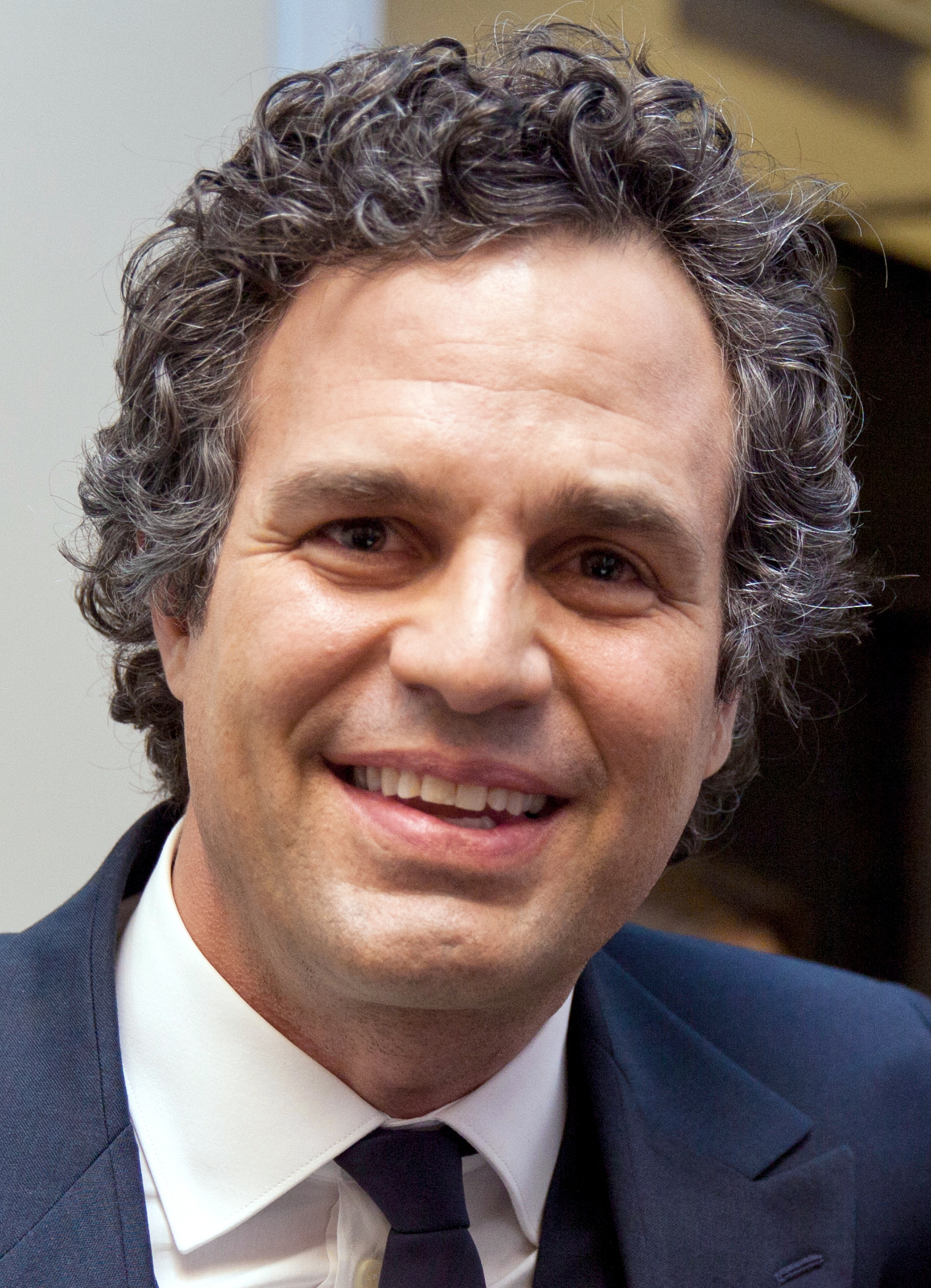
Mark Ruffalo (The Normal Heart), winnaar mannelijke acteur in een miniserie of televisiefilm

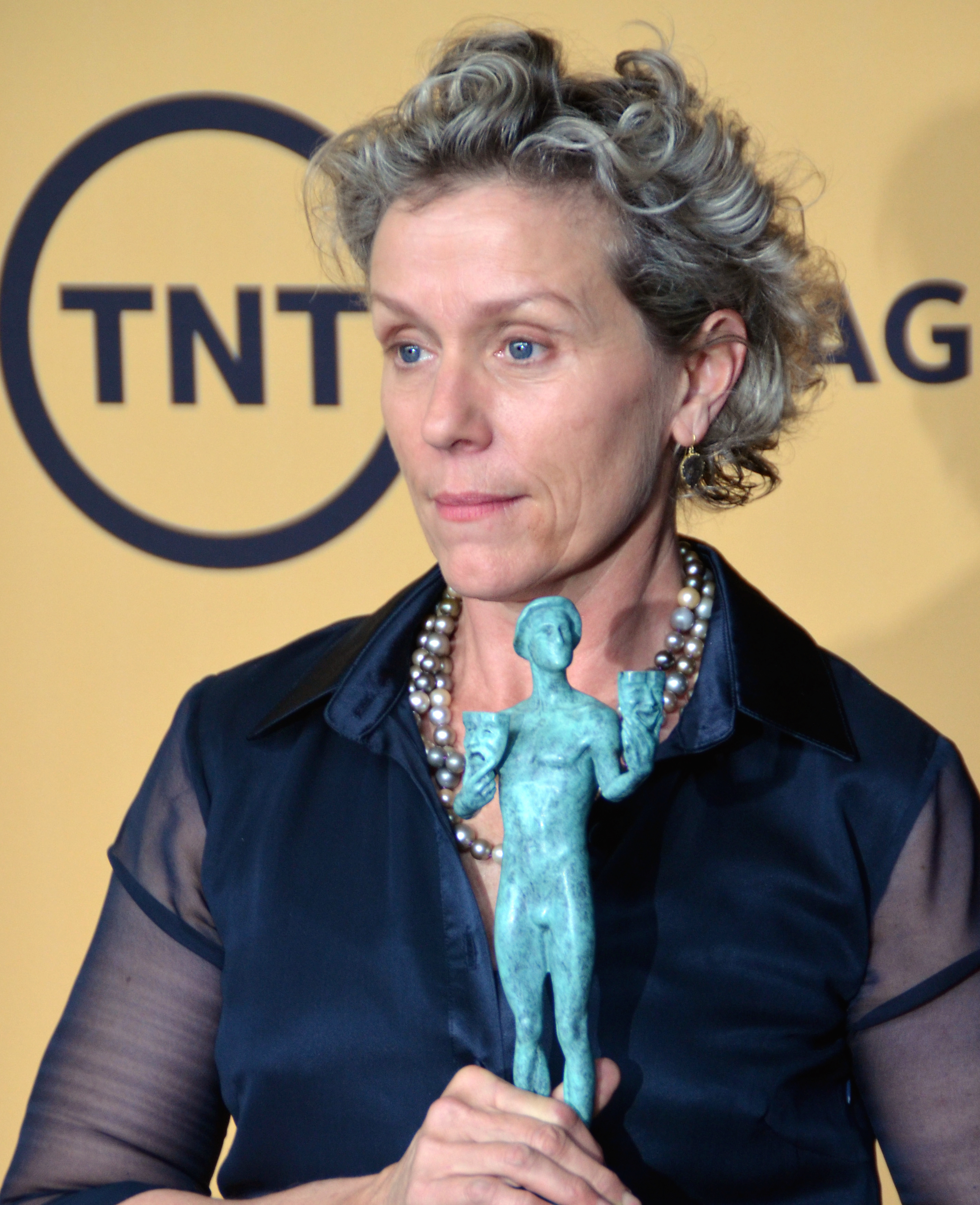
Frances McDormand (Olive Kitteridge), winnaar vrouwelijke acteur in een miniserie of televisiefilm

De winnaars staan bovenaan in vet lettertype.

#### Ensemble in een dramaserie
Outstanding Performance by an Ensemble in a Drama Series
- Downton Abbey
  - Boardwalk Empire
  - Game of Thrones
  - Homeland
  - House of Cards

#### Mannelijke acteur in een dramaserie
Outstanding Performance by a Male Actor in a Drama Series
- Kevin Spacey - House of Cards
  - Steve Buscemi - Boardwalk Empire
  - Peter Dinklage - Game of Thrones
  - Woody Harrelson - True Detective
  - Matthew McConaughey - True Detective

#### Vrouwelijke acteur in een dramaserie
Outstanding Performance by a Female Actor in a Drama Series
- Viola Davis - How to Get Away with Murder
  - Claire Danes - Homeland
  - Julianna Margulies - The Good Wife
  - Tatiana Maslany - Orphan Black
  - Maggie Smith - Downton Abbey
  - Robin Wright - House of Cards

#### Ensemble in een komedieserie
Outstanding Performance by an Ensemble in a Comedy Series
- Orange Is the New Black
  - The Big Bang Theory
  - Brooklyn Nine-Nine
  - Modern Family
  - Veep

#### Mannelijke acteur in een komedieserie
Outstanding Performance by a Male Actor in a Comedy Series
- William H. Macy - Shameless
  - Ty Burrell - Modern Family
  - Louis C.K. - Louie
  - Jim Parsons - The Big Bang Theory
  - Eric Stonestreet - Modern Family

#### Vrouwelijke acteur in een komedieserie
Outstanding Performance by a Female Actor in a Comedy Series
- Uzo Aduba - Orange Is the New Black
  - Julie Bowen - Modern Family
  - Edie Falco - Nurse Jackie
  - Julia Louis-Dreyfus - Veep
  - Amy Poehler - Parks and Recreation

#### Mannelijke acteur in een miniserie of televisiefilm
Outstanding Performance by a Male Actor in a Television Movie or Miniseries
- Mark Ruffalo - The Normal Heart
  - Adrien Brody - Houdini
  - Benedict Cumberbatch - Sherlock: His Last Vow
  - Richard Jenkins - Olive Kitteridge
  - Billy Bob Thornton - Fargo

#### Vrouwelijke acteur in een miniserie of televisiefilm
Outstanding Performance by a Female Actor in a Television Movie or Miniseries
- Frances McDormand - Olive Kitteridge
  - Ellen Burstyn - Flowers in the Attic
  - Maggie Gyllenhaal - The Honourable Woman
  - Julia Roberts - The Normal Heart
  - Cicely Tyson - The Trip to Bountiful

#### Stuntteam in een televisieserie
Outstanding Action Performance by a Stunt Ensemble in a Comedy or Drama Series
- Game of Thrones
  - 24: Live Another Day
  - Boardwalk Empire
  - Homeland
  - Sons of Anarchy
  - The Walking Dead